# Ecco a voi Lola!
Ecco a voi Lola! (Hier kommt Lola!) è una commedia tedesca per ragazzi del 2010 diretta da Franziska Buch e basata sulla serie di libri creata da Isabel Abedis. Il film è uscito il 4 marzo 2010 nei cinema tedeschi e in Italia su Disney Channel il 19 febbraio 2011 e il 20 luglio 2011 in chiaro su Canale 5, registrando 475.000 telespettatori con il 10.8% di share.

## Trama
Lola è una ragazza normale, che nei suoi sogni si trasforma nella famosa cantante Jacky Jones, amata dal pubblico e vincitrice di numerosi premi. Lola si è da poco trasferita ad Amburgo assieme ai suoi genitori ed è molto felice che lì nessuno offenda suo padre, che è brasiliano ("papai"). Le manca solo una migliore amica. Ben presto conosce Flo, con cui fa amicizia, pur non sopportando la sua puzza di pesce. In effetti anche Flo vorrebbe una migliore amica, ma, non volendone parlare con Lola, risponde ad un messaggio inviato da quest'ultima tramite un palloncino, presentandosi come "Stella". Dopo un po' Lola lo scopre e non vuole più parlare con Flo.
Nel frattempo il suo papai è molto impegnato per l'apertura di un ristorante brasiliano, dove lavora anche la madre di Flo, Penelope. Lola si fa anche aiutare da Penelope per scrivere una canzone da cantare in occasione dell'apertura del ristorante. In tale occasione si riconcilia con Flo, che diventa infine la sua migliore amica.